# Please Don’t Leave Me
Please Don’t Leave Me – trzeci singel promujący piąty album studyjny amerykańskiej wokalistki pop-rockowej Pink pt. Funhouse. Tekst do utworu napisali sama artystka oraz Max Martin, który także wyprodukował singel.

## Teledysk
Do piosenki nakręcono teledysk w reżyserii Dave’a Meyersa. Wideoklip ma charakter czarnej komedii i nawiązuje do kultowych filmów, powstałych w latach 80. i 90. na podstawie bestsellerowych powieści Stephena Kinga: Misery i Lśnienia. Opowiada historię obłąkanej dziewczyny, która po kłótni z chłopakiem, za wszelką cenę nie chce pozwolić mu odejść.

## Lista utworów
Australian CD single
1. "Please Don't Leave Me"
2. "Please Don't Leave Me" (Junior Vasquez Tribal Dub)

 U.S. promo CD single
1. "Please Don't Leave Me" (Main)
2. "Please Don't Leave Me" (Instrumental)